# Утіла
У́тіла (ісп. Isla de Utila) — найменший і найзахідніший з великих островів карибського архіпелагу Іслас-де-ла-Бая, розташований за 30 кілометрів на південний захід від острова Роатан. Адміністративно належить до департаменту Іслас-де-ла-Бая.

## Історія
Колонізація Утіли іспанцями почалася у 16-му столітті. Протягом цього століття іспанські торговці рабами вивезли звідси абсолютно усіх аборигенів. У 1550—1700 роках Іспанська імперія та Велика Британія, котра теж намагалася підкорити острови Карибського басейну, зі змінним успіхом вели боротьбу за Іслас-де-ла-Бая. Місцеві гарифуна — Мискіто — більше підтримували британців, тому влада Іспанії на острові здебільшого була номінальною, а реальними господарями тут були пірати.
1838 року Гондурас вийшов зі складу Федерації Центральної Америки, проте країна була занадто слабкою, щоб протистояти зазіханням Британії на острови. Архіпелаг Іслас-де-ла-Бая перейшов під контроль британського уряду, проте це викликало занепокоєння з боку США, котрі не бажали посилення позицій Лондона у цьому регіоні. 1859 року за сприяння та посередництва Сполучених Штатів Гондурас уклав з Великою Британією угоду Леннокса-Вайка — Круза, за якою усі острови поверталися Гондурасу.

## Географія
Острів лежить за 30 кілометрів від Ла-Сейби — найближчого населеного пункту на узбережжі материкового Гондурасу.
Клімат тропічний, річний діапазон температур становить менше 3 °C. Відносна вологість повітря дуже висока.

## Населення
Єдине поселення на Утілі — Іст-Харбор — налічує близько 3000 мешканців. Офіційною мовою є іспанська, проте чимало тутешніх жителів володіють також англійською. На захід від Утіли знаходиться безліч дрібних острівців (ісп. cayos), оточених мілинами. Ті, що заселені, складають нечисленну спільноту Лос-Кайос.

## Туризм
Другий найбільший у світі рифовий ланцюг проходить через Утілу. Це, в поєднанні з чистою водою (видимість до 500 метрів), робить острів осередком дайвінгу. Утіла вважається одним з найдешевших місць в світі для глибоководного пірнання.